# Kröslin
Kröslin est une commune de l'arrondissement de Poméranie-Occidentale-Greifswald, Land de Mecklembourg-Poméranie-Occidentale.

## Géographie
Kröslin se situe à l'est du Peenestrom, au nord on trouve la baie de Greifswald.
Font partie du territoire de cette commune les îles de Greifswalder Oie et de Ruden ainsi que Dänholm, Großer et Kleiner Wotig dans le Peenestrom.
Une grande partie de son territoire - ainsi que les îles - est protégée au sein du parc naturel de l'île d'Usedom.
Les quartiers de Freest, Hollendorf, Karrin, Kröslin, Spandowerhagen, Grünschwade, Greifswalder Oie, Ruden, Rauhenberg et Vencemin sont rattachés à la commune.

## Histoire
La première mention écrite de Kröslin daterait de 1228 sous le nom de "Crasselin" ou "Cracelin". En 1302, le village appartient à l'abbaye d'Eldena.
En 1630, il devient une place fortifiée.
En 1900, la pêche s'accrôit et la population aussi. Le développement économique est assuré par la liaison avec la ligne Greifswald-Wolgast. Elle disparaît en 1945. Les Soviétiques préfèrent réparer le port de Ladebow, près de Greifswald.
Freest
Freest est mentionné pour la première fois en 1298. Il appartient aussi à l'abbaye d'Eldena. Durant la guerre de Trente Ans, les Danois incendient Freest en 1628. Sous la République de Weimar, Rudolf Stundl fait des tapisseries s'inspirant du paysage maritime.
Spandowerhagen
Spandowerhagen est mentionné en 1470. Son nom vient du nom de la famille Spandow, les premiers habitants.
Grünschwade
Grünschwade est en 1720 un port de refuge que partagent d'après un traité la Prusse et la Suède. En 1815, il devient un port douanier de la Prusse.